# Isochariesthes eurychroma
Isochariesthes eurychroma är en skalbaggsart som först beskrevs av Teocchi 1990.  Isochariesthes eurychroma ingår i släktet Isochariesthes och familjen långhorningar. Inga underarter finns listade i Catalogue of Life.